# Chenopodiaceae
Chenopodiaceae is een botanische naam, voor een familie van tweezaadlobbige kruidachtige planten. Een familie onder deze naam wordt vrij algemeen erkend door systemen voor plantentaxonomie, maar niet door het APG-systeem (1998), het APG II-systeem (2003).
De 22e druk van de Heukels erkende de familie wel, met de Nederlandstalige naam ganzenvoetfamilie. De 23e druk echter niet meer: deze voegt, conform APG, deze planten in bij de amarantenfamilie (Amaranthaceae).
Een aantal soorten wordt gebruikt als groente, zoals spinazie (Spinacia oleracea) en gecultiveerde vormen van het geslacht biet (Beta), zoals rode biet. De suikerbiet (Beta vulgaris) is een belangrijke leverancier van suiker.
Veelal zijn het planten van moeilijke of verstoorde milieus.
In het Cronquist systeem (1981) was de plaatsing in de orde Caryophyllales.